# Sénat Diepgen III
Ville-Land de Berlin
Momper Diepgen IV
Le sénat Diepgen III (en allemand : Senat Diepgen III) est le gouvernement de la ville-Land de Berlin entre le 24 janvier 1991 et le 25 janvier 1996, sous la 12e législature de la Chambre des députés.

## Historique du mandat
Ce gouvernement est dirigé par l'ancien bourgmestre-gouverneur de Berlin-Ouest chrétien-démocrate Eberhard Diepgen. Il est constitué et soutenu par une « grande coalition » entre l'Union chrétienne-démocrate d'Allemagne (CDU) et le Parti social-démocrate d'Allemagne (SPD). Ensemble, ils disposent de 173 députés sur 241, soit 71,8 % des sièges de la Chambre des députés.
Il est formé à la suite des élections régionales anticipées du 2 décembre 1990.
Il succède donc au gouvernement minoritaire du social-démocrate Walter Momper, composé du Parti social-démocrate et initialement constitué et soutenu par une « coalition rouge-verte » avec la Liste alternative pour la démocratie et la protection de l'environnement (AL).

### Formation
Au cours du scrutin, l'Union chrétienne-démocrate vire nettement en tête et devance le Parti social-démocrate de dix points. Toutefois, tant la formation d'une « coalition noire-jaune » entre la CDU et le Parti libéral-démocrate (FDP) qu'une réédition de la coalition rouge-verte se révèlent minoritaires. La CDU et le SPD choisissent alors de former un exécutif conjoint.

### Succession
Les élections régionales du 22 octobre 1995 marquent un net recul de la grande coalition, qui conserve néanmoins une confortable majorité absolue à la Chambre des députés. Trois mois plus tard, l'Union chrétienne-démocrate et le Parti social-démocrate s'entendent pour former ensemble le sénat Diepgen IV.

## Composition
| Portefeuille                                                           | Titulaire | Titulaire                                                      | Parti |
| ---------------------------------------------------------------------- | --------- | -------------------------------------------------------------- | ----- |
| Bourgmestre-gouverneur                                                 |           | Eberhard Diepgen                                               | CDU   |
| Bourgmestre Sénatrice au Travail et aux Femmes                         |           | Christine Bergmann                                             | SPD   |
| Sénateur aux Travaux publics et au Logement                            |           | Wolfgang Nagel                                                 | SPD   |
| Sénateur aux Affaires fédérales et européennes                         |           | Peter Radunski                                                 | CDU   |
| Sénateur aux Finances                                                  |           | Elmar Pieroth                                                  | CDU   |
| Sénateur à la Santé                                                    |           | Peter Luther                                                   | CDU   |
| Sénateur à l'Intérieur                                                 |           | Dieter Heckelmann                                              | Sans  |
| Sénateur à la Jeunesse et à la Famille                                 |           | Thomas Krüger (jusqu'au 08/11/1994) Ingrid Stahmer             | SPD   |
| Sénatrice à la Justice                                                 |           | Jutta Limbach (jusqu'au 24/03/1994) Lore Maria Peschel-Gutzeit | SPD   |
| Sénateur aux Affaires culturelles                                      |           | Ulrich Roloff-Momin                                            | Sans  |
| Sénateur à l'Éducation, à la Formation professionnelle et aux Sports   |           | Jürgen Klemann                                                 | CDU   |
| Sénatrice aux Affaires sociales                                        |           | Ingrid Stahmer                                                 | SPD   |
| Sénateur au Développement urbain et à la Protection de l'environnement |           | Volker Hassemer                                                | CDU   |
| Sénateur aux Transports et aux Entreprises                             |           | Herwig Haase                                                   | CDU   |
| Sénateur à l'Économie et à la Technologie                              |           | Norbert Meisner                                                | SPD   |
| Sénateur à la Science et à la Recherche                                |           | Manfred Erhardt                                                | CDU   |